# Šumerlja
Šumerlja (in russo Шумерля?; in ciuvascio: Çĕмĕрле, Śĕmĕrle) è una città della Russia europea centrale capoluogo del Šumerlinskij rajon nella repubblica dei Ciuvasci. Fondata nel 1916, riceve lo status di città nel 1937 e nel 2010 contava una popolazione di circa 31.724 abitanti.

## Sviluppo demografico
| 1959 | 30.213 |
| 1970 | 33.816 |
| 1979 | 37.347 |
| 1989 | 41.986 |
| 2002 | 36.239 |
| 2010 | 31.724 |

Nota: 1959-2010 dati del censimento

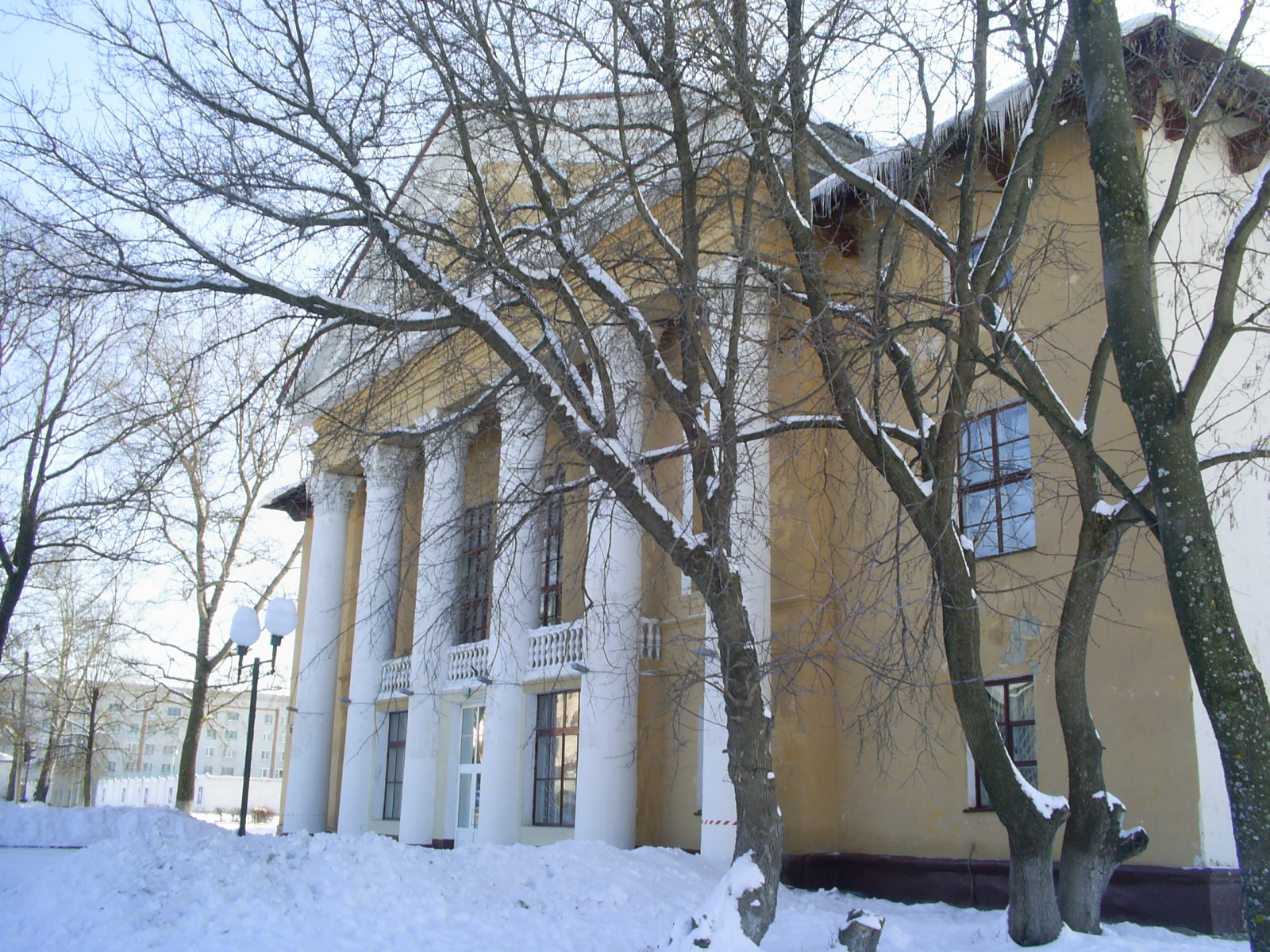
il Conservatorio di Šumerlja